# Muckle Flugga
Muckle Flugga er en lille klippeø nord for den shetlandske ø Unst og 600 m syd for de britiske øers nordligste punkt, klippeøen Out Stack. Muckle Flugga kan ses fra det nærliggende naturreservat Hermaness på Unst. Muckle Flugga var Storbritanniens nordligste beboede sted indtil 1995, men det sluttede, da fyret blev automatiseret samme år.
Muckle Flugga er en del af en gruppe af klipper og skær, som er navngivet, fra nord til syd, Muckle Flugga, Little Flugga, Cliff Skerry, Tipta Skerry, Pulsa Stack, Rumblings, Vesta Skerry og Ruscock. Skærerne er adskilt af Pulsa Sound.
Øen hed oprindelig Mikla Flugey, ('den største af øerne med de stejle sider'), som kommer fra det vestnordiske sprog Norn, der tidligere taltes på Orkney, Shetlandsøerne og Hebriderne. Senere kaldte man den "North Unst", og i 1964 fik den det nuværende navn Muckle Flugga.

## Fyrtårnet
Etableringen af et fyrtårn på Muckle Flugga blev allerede planlagt i 1851, men på grund af problemer med at finde den optimale placering, blev fyrtårnet først opført i 1854 og tændt den 11. oktober samme år. 
Bygningen af tårnet blev ledet af ingeniør- brødrene David Stevenson (1815-86) og Thomas Stevenson
(1818 – 1887). Fyrtårnet havde et fast lys, var 15 meter højt og stod 60 meter over havet. Man mente, at det var stærkt nok bygget til at modstå vinterstormene. Allerede den først vinter slog bølgerne ind mod tårnet, og dørene i vagthuset blev slået ind. Den vagthavende rapporterede, at 12 meter af digemurene var ødelagt og at mandskabet på fyret ikke længere havde et tørt opholdssted. I juni 1855 startede byggeriet af det nuværende tårn, som blev tændt den 1. januar 1858. Det hvide tårn er 19,5 meter højt. 1927 blev fyret udbygget til et strålefyr med et glimt hvert tyvende sekund, der kan ses på en afstand af af 35 km. Fyrets fundament er flere gange blevet forstærket for at modstå de hårde vinterstorme. 1968 blev den nye bolig-blok bygget inden for støttemurene, som forbedrede fyrpassernes opholdsmuligheder. 
Der var tre fyrpassere på øen ad gangen, og hver af de seks fyrpassere tilbragte en måned på øen og en måned på land. Fyrpasserne blev transporteret til øen med helikopter, der fløj til fyrtårnet hver anden uge. Tidligere blev deres ankomst til øen ofte forsinket på grund af storm. Fyret blev automatiseret 1995.

## Muckle Flugga landstation
Muckle Flugga var en af de få fyrtårne i Skotland, der havde sin egen landstation på Unst, der fungerede som opholdssted for fyrvagterne, når de havde frivagt. Landstationen blev solgt efter fyrets automatisering og huser i dag Hermaness Visitor Centre, som ligger ved indgangen til naturreservatet Hermaness Nature Reserve, som er administreret af Scottish Natural Heritage.

## Sagn
Ifølge de lokale sagn blev Muckle Flugga og Out Stack dannet, da de to Kæmper Herma og Saxa blev forelsket i den samme havfrue. De kæmpede om hende ved at kaste med store sten, og den ene sten blev Muckle Flugga. For at slippe af med de to friere tilbød havfruen at gifte sig med den, som tog med hende til Nordpolen. Begge druknede, da ingen af dem kunne svømme.

## Turisme
Ca. 100.000 ynglende havfugle kan hver sommer observeres i det nordlige naturreservat Hermaness på Unst syd for Muckle Flugga. Fra Baltasound på Unst arrangeres der om sommeren bådture til Muckle Flugga og de andre nordlige øer. I Baltasound er der turistcenter, marina, svømmehal og forretninger og i Haroldswick et fiskerimuseum.